# Pinguin (Schiff, 1936)
Die Pinguin war ein für den Handelskrieg umgerüstetes und bewaffnetes deutsches Frachtschiff im Zweiten Weltkrieg. Es war von der Kriegsmarine als Schiff 33 für den Kriegseinsatz requiriert worden. Unter der Bezeichnung Handelsstörkreuzer 5 (HSK 5) wurde es als Hilfskreuzer eingesetzt. Bei der britischen Royal Navy war die Pinguin als Raider F bekannt.
Bekanntester Erfolg der Pinguin war die Kaperung eines großen Teils der norwegischen Walfangflotte Mitte Januar 1941 im Südpolarmeer südwestlich der Bouvetinsel. Es gelang, die gekaperten drei Walfabrikschiffe mit großen Mengen Walöl und acht der elf Fangboote als Prisen nach Frankreich zu überführen.
Am 8. Mai 1941 wurde die Pinguin bei den Seychellen vom Schweren Kreuzer Cornwall gestellt. Eine 20,3-cm-Salve des Kreuzers traf die noch an Bord befindlichen Minen, worauf die Pinguin zerrissen wurde. Nur 60 Mann der Besatzung und 22 Gefangene überlebten, 342 Mann Besatzung und 203 Gefangene starben.
Die Pinguin war mit einer versenkten bzw. gekaperten Gesamttonnage von 154.675 BRT der erfolgreichste Hilfskreuzer in beiden Weltkriegen.

## Technik und Ausrüstung
Das 7.766 BRT große Frachtschiff war 1936 unter dem Namen Kandelfels für die Reederei DDG „Hansa“ bei der AG Weser in Bremen unter der Baunummer 917 gebaut worden. Es war das dritte Schiff der Ehrenfels-Klasse, von der die Reederei bis zum Ausbruch des Zweiten Weltkrieges acht Schiffe erhielt und von der noch ein weiteres im ersten Kriegsjahr fertiggestellt wurde. Die Schiffe transportierten Stückgüter zwischen Europa und Indien, Persien, Ceylon sowie Burma. Beim Kriegsausbruch befanden sich drei Schiffe in der Heimat, zwei im Mittelmeer und drei im Indischen Ozean, die in Chisimao, Murmogoa bzw. Bandar Schapur Schutz suchten.
Die Kandelfels wurde nach dem Kriegsausbruch von der Kriegsmarine requiriert und auf ihrer Bauwerft zum Hilfskreuzer umgerüstet. Sie lief am 15. Juni 1940 als Pinguin zum Handelskrieg aus Gotenhafen aus. Bei 155 m Länge und 18,7 m Breite verdrängte die Pinguin 17.600 t. Ihre zwei AG Weser-MAN-Diesel vom Typ D6-Zu53/76 leisteten zusammen bis zu 7600 PS auf eine Schraube und ermöglichten eine Höchstgeschwindigkeit von bis zu 17 kn. Sie war bewaffnet mit sechs aus dem Ersten Weltkrieg stammenden 15-cm-Geschützen, die getarnt an den Seiten verbaut waren, und einem 7,5-cm-Geschütz im Bug. Dazu kamen eine 3,7-cm-Zwillings- und zwei 2-cm-Zwillings-Flak (verdeckt in den Aufbauten) sowie zwei Doppel-Torpedorohr-Sätze mit 53,3 cm Durchmesser. Es wurden anfangs zwei Wasserflugzeuge des Typs Heinkel He 114, später dann Arado Ar 196 mitgeführt, um gegnerische Schiffe ausfindig zu machen, die als mögliches Angriffsziel in Frage kämen oder selbst eine Bedrohung darstellten. Die Besatzung bestand aus 13 Offizieren, weiteren 13 Offizieren für Prisen-Kommandos sowie 375 Unteroffizieren und Mannschaften. Kommandant war Kapitän zur See Ernst-Felix Krüder, der das Schiff in Hinblick auf den geplanten Antarktiseinsatz gegen die alliierte Walfangflotte nach dem für das Südmeer typischen Schwimmvogel benannte.
Ihr Schwesterschiff Goldenfels war schon am 31. März 1940 als erster deutscher Hilfskreuzer Atlantis unter Kapitän zu See Bernhard Rogge zu ihrer Kaperfahrt ausgelaufen.

## Handelskrieg
Am 15. Juni 1940 lief die Pinguin zum Handelskrieg aus Gotenhafen aus. Neben ihrer Bewaffnung führte sie 300 Minen, die vor australischen oder indischen Häfen gelegt werden sollten, 25 Torpedos und 80 Minen zur Versorgung von U-Booten mit. Am 22. Juni lief der Hilfskreuzer aus dem Sörgulenfjord aus, um durch die Dänemarkstraße als angeblich sowjetische Pechora in den Atlantik zu gelangen. Ziel des Schiffes waren der Indische Ozean und die Antarktis. Im mittleren Atlantik tarnte die Pinguin sich als griechische Kassos. Später tarnte sie sich auch als die norwegischen Motorschiffe Trafalgar und Tamerlane.
Erste Aufgabe war die Versorgung des deutschen Unterseebootes U A für dessen Einsatz im Raum Freetown. Es war die erste Versorgung eines U-Bootes durch ein deutsches Hilfsschiff auf hoher See. Da am vereinbarten Treffpunkt am 17. Juli sehr schlechtes Wetter herrschte, wurden erst nur 70 t Öl abgegeben und dann ruhigere Gewässer gesucht. Ab dem 20. begann 700 Meilen südwestlich der Kap Verden die Auffüllung aller Bestände des U-Boots, das in den folgenden fünf Tagen unter anderem elf neue Torpedos erhielt. Dann schleppte die Pinguin noch drei Tage U A näher an den Einsatzraum, um dem Boot eine längere Einsatzzeit zu ermöglichen.
Als erstes Opfer versenkte die Pinguin am 31. Juli den Frachter Domingo de Larringa mit einer Getreideladung 300 Meilen nordwestlich von Ascension. Anschließend wurde in die Gewässer um Madagaskar und den Indischen Ozean verlegt. Nach der Versenkung von weiteren vier Schiffen wurde das am 16. September 1940 gekaperte Motorschiff Nordvard mit der Masse der bis dahin gemachten Gefangenen unter einer Prisenbesatzung nach Frankreich geschickt. Am 7. Oktober 1940 wurde das norwegische Tankschiff Storstad gestellt und in dreitägiger Arbeit zum Hilfsminenleger Passat umgerüstet. Die Passat wurde nach mehreren Minenlegeunternehmungen vor der australischen Küste wieder in Storstad umbenannt und nach Ergänzung der Vorräte mit den Gefangenen der Pinguin in die Heimat entlassen, wo sie am 4. Februar 1941 die Gironde erreichte. Vor der Entlassung des Tankers traf noch die Atlantis Anfang Dezember mit dem Schwesterschiff zusammen und übernahm Öl aus der Storstad. Auch ein Teil ihrer Gefangenen wurden auf dem Tanker untergebracht.
Nach der Versenkung weiterer vier Schiffe traf die Pinguin am 26. Dezember im Südatlantik im sogenannten Planquadrat Andalusien (südwestlich von St. Helena) mit dem Schweren Kreuzer Admiral Scheer und dem von ihm gekaperten Kühlschiff Duquesa (8.651 BRT), das 14,5 Millionen Eier und über 3.000 t Rindfleisch an Bord hatte, dem Hilfskreuzer Thor sowie dem Tanker Eurofeld und dem Trossschiff Nordmark zusammen.

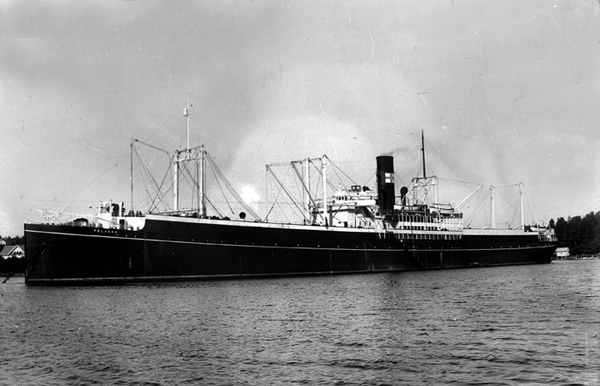
Die Walkocherei Pelagos 1931

Die Pinguin wurde anschließend in den Südlichen Ozean verlegt und brachte dort Mitte Januar 1941 zwei Walkocher, ein Versorgungsschiff (das ehemalige Fabrikschiff Solglimt) und elf Fangboote südwestlich der Bouvetinsel auf. Die Seekriegsleitung entschied, dass alle Schiffe nach Frankreich überführt werden sollten. Dafür mussten die deutschen Schiffe im Südatlantik Personal abstellen, da die Pinguin nicht allein hinreichend Personal zur Verfügung stellen konnte, ohne ihre Einsatzfähigkeit in Frage zu stellen. Das notwendige Personal wurde auf dem Versorger Nordmark gesammelt, mit dem der Hilfskreuzer Mitte Februar im Versorgungsgebiet „Andalusien“ erneut zusammentraf. Er übernahm auch Versorgungsgüter von der Prise Duquesa, die er anschließend versenkte. Das aus der Heimat eingetroffene Versorgungsschiff Alstertor wurde mit einem der Walfänger zu den Kerguelen vorgeschickt, wo sich die Pinguin mit dem Hilfskreuzer Komet treffen wollte. Die Pinguin versorgte noch das Mutterschiff Ole Wegger und zehn Fangboote für deren Überführung nach Frankreich und traf sich dann mit dem Schweren Kreuzer Admiral Scheer und dem Hilfskreuzer Kormoran zu Absprachen über das weitere Vorgehen und die Einsatzbereiche. Sie folgte dann der Alstertor. Nach dem Treffen mit der Komet sowie der Ausrüstung des zurückgehaltenen Walfängers Pol IX als Hilfsschiff Adjutant verlegte die Pinguin am 12. März 1941 zur Wiederaufnahme des Handelskriegs in das Seegebiet vor Italienisch-Somaliland, wo Ende April zwei britische Frachter versenkt wurden. Zuvor hatte sie ihre Treibstoffvorräte aus dem Begleittanker der Orion, der Ole Jacob, ergänzt. Der Tanker half aus, da die eigentlich erwartete Ketty Brövig von australischen Kreuzern abgefangen worden war.

## Ende
Am 7. Mai 1941 konnte der britische Tanker British Emperor vor seiner Versenkung durch die Pinguin einen Funkspruch absetzen. Am nächsten Tag wurde die Pinguin bei den Seychellen (Lage) vom Schweren Kreuzer Cornwall gestellt. Eine 20,3-cm-Salve des Kreuzers traf die noch an Bord befindlichen 130 Minen im Laderaum unter der Luke 5, worauf die Pinguin zerrissen wurde. Nur 60 Mann der Besatzung und 22 Gefangene überlebten; 203 Gefangene und 342 Mann Besatzung sowie der Kommandant starben.
Ernst-Felix Krüders Pinguin fuhr über 59.000 Seemeilen, mehr als zweimal um den gesamten Erdball. Sie versenkte oder kaperte 28 Schiffe mit einer Gesamttonnage von 136.551 BRT, von welcher 52.000 BRT als gekaperte Schiffe mit einer Prisenbesatzung ins besetzte Frankreich zurückgeschickt wurden und bis auf zwei der Walfänger ihr Ziel auch erreichten.

## Versenkungen und Prisen
|    | Schiffsname          | Typ                  | Land           | BRT    | Datum      | Bemerkung |
| -- | -------------------- | -------------------- | -------------- | ------ | ---------- | --- |
| 1  | Domingo de Larrinaga | Frachter             | Großbritannien | 5.358  | 31.07.1940 | versenkt (Lage), 8 Tote, Getreideladung |
| 2  | Filefjell            | Tanker               | Norwegen       | 7.616  | 27.08.1940 | Hauptladung Flugzeugbenzin, nach Übernahme von 500 t Diesel versenkt (Lage) |
| 3  | British Commander    | Tanker               | Großbritannien | 6.901  | 27.08.1940 | in Brand geschossen und versenkt (Lage) |
| 4  | Morviken             | Frachter             | Norwegen       | 5.008  | 27.08.1940 | versenkt (Lage), leer |
| 5  | Benavon              | Frachter             | Großbritannien | 5.872  | 12.09.1940 | in Brand geschossen und versenkt (Lage), 23 Tote |
| 6  | Nordvard (P)         | Frachter             | Norwegen       | 4.111  | 16.09.1940 | 7.000 t Weizen; unter Prisenbesatzung am 19. September mit 179 Gefangenen (85 Norweger) entlassen, am 3. Dezember 1940 Bordeaux erreicht. Gegen Ende des Zweiten Weltkriegs Depotschiff für deutsche U-Boote in Moss. Bei einem alliierten Luftangriff am 28. Dezember 1944 versenkt. Das Wrack liegt in einer Tiefe von 35 Metern außerhalb von Moss Aktiemøller. (Lage) |
| 7  | Storstad (P)         | Tanker               | Norwegen       | 8.998  | 7.10.1940  | 12.000 t Diesel, als Hilfsminenleger Passat und Aufklärer eingesetzt, am 30. November 1940 als Prise mit 405 Gefangenen entlassen, im Südatlantik Treffen mit Admiral Scheer, Marineversorger Nordmark und der Atlantis, von der weitere 119 Gefangene übernommen wurden, Abgabe des größten Teils der Ölladung, Durchbruch nach Westfrankreich, 4. Februar 1941 Pauillac erreicht |
| 8  | Cambridge            | Kombischiff          | Großbritannien | 10.846 | 7.11.1940  | auf Mine der Passat gesunken (Lage) |
| 9  | City of Rayville     | Frachter             | USA            | 5.883  | 9.11.1940  | auf Mine der Passat gesunken (Lage), erstes im Zweiten Weltkrieg verlorenes US-Schiff |
| 10 | Nowshera             | Frachter             | Großbritannien | 7.920  | 19.11.1940 | versenkt (Lage), Zink, Wolle, Weizen |
| 11 | Maimoa               | Frachter             | Großbritannien | 10.123 | 20.11.1940 | versenkt (Lage), 5.000 t Gefrierfleisch, 1.500 t Butter, Eier, Getreide |
| 12 | Port Brisbane        | Frachter             | Großbritannien | 8.739  | 21.11.1940 | versenkt (Lage), 1 Toter, 3 Rettungsboote mit 27 Mann fliehen, u. a. 5.000 t Lebensmittel, 3.000 t Wolle |
| 13 | Port Wellington      | Frachter             | Großbritannien | 8.303  | 30.11.1940 | versenkt (Lage), 2 Tote, 4.000 t Lebensmittel |
| 14 | Nimbin               | Frachter             | Großbritannien | 1.052  | 5.12.1940  | auf Mine der Pinguin gesunken (Lage) |
| 15 | Ole Wegger (P)       | Walfang-Mutterschiff | Norwegen       | 12.201 | 14.01.1941 | 7.000 t Walöl, 5.500 t Treiböl, als Prise von Punkt Andalusien nach dem 18. Februar mit zehn der Walfänger zur Westküste Frankreichs entlassen, die Versorger Nordmark und Alstertor stellen Teile der Prisenbesatzungen; erreicht Bordeaux am 20. März |
| 16 | Solglimt (P)         | Walfang-Versorger    | Norwegen       | 12.246 | 14.01.1941 | 4.000 t Walöl, 6.000 t Treiböl, nach Übernahme von 7.000 t Walöl von Ole Wegger am 25. Januar 1941 mit Pelagos entlassen, erreicht am 16. März Bordeaux |
| 17 | Torlyn (P)           | Walfänger            | Norwegen       | 247    | 14.01.1941 | erreicht Bordeaux am 20. März |
| 18 | Pol VIII (P)         | Walfänger            | Norwegen       | 298    | 14.01.1941 | erreicht Bordeaux am 20. März |
| 19 | Pol IX (P)           | Walfänger            | Norwegen       | 354    | 14.01.1941 | als „zweites Auge“ von Pinguin zurückgehalten und zusammen mit der Alstertor zu den Kerguelen geschickt, auf Treffpunkt im Indischen Ozean belassen, als dieser Tanker für Minenoperationen suchte; am 8. Mai 1941 nach Versenkung der Pinguin von der Alstertor auf Treffpunkt in Obhut genommen; an Komet abgegeben, von diesem als Minenschiff Adjutant für Minenoperation Neuseeland verwendet, nach Erledigung der Aufgabe am 1. Juli 1941 von Komet bei den Chathaminseln versenkt. |
| 20 | Pol X (P)            | Walfänger            | Norwegen       | 354    | 14.01.1941 | erreicht Bordeaux am 20. März |
| 21 | Pelagos (P)          | Walfang-Mutterschiff | Norwegen       | 12.083 | 14.01.1941 | 9.000 t Walöl, geringer Treibstoffbestand, am 25. Januar 1941 mit Solglimt entlassen, erreicht am 11. März Bordeaux |
| 22 | Star XIV (P)         | Walfänger            | Norwegen       | 247    | 14.01.1941 | mit Ole Wegger entlassen, am 13. März von einem Gibraltar-England-Geleit entdeckt und von Geleitfahrzeugen gestellt; selbst versenkt (Lage), Besatzung von Scarborough übernommen. |
| 23 | Star XIX (P)         | Walfänger            | Norwegen       | 249    | 14.01.1941 | erreicht Bordeaux am 20. März |
| 24 | Star XX (P)          | Walfänger            | Norwegen       | 249    | 14.01.1941 | erreicht Bordeaux am 20. März |
| 25 | Star XXI (P)         | Walfänger            | Norwegen       | 298    | 14.01.1941 | erreicht Bordeaux am 20. März |
| 26 | Star XXII (P)        | Walfänger            | Norwegen       | 303    | 14.01.1941 | erreicht Bordeaux am 20. März |
| 27 | Star XXIII (P)       | Walfänger            | Norwegen       | 357    | 14.01.1941 | erreicht Bordeaux am 20. März |
| 28 | Star XXIV (P)        | Walfänger            | Norwegen       | 361    | 14.01.1941 | mit Star XIV am 13. März gestellt und selbst versenkt (Lage), obwohl vorher angehalten und bereits als unverdächtig entlassen. |
| 29 | Milimumul            | Trawler              | Australien     | 287    | 26.03.1941 | auf Mine der Pinguin gesunken (Lage) |
| 30 | Empire Light         | Frachter             | Großbritannien | 6.828  | 25.04.1941 | Ladung Erz und Häute, versenkt |
| 31 | Clan Buchanan        | Frachter             | Großbritannien | 7.266  | 28.04.1941 | Ladung Militärgüter, versenkt |
| 32 | British Emperor      | Tanker               | Großbritannien | 3.663  | 7.05.1941  | in Brand geschossen und versenkt |